# Thamnophis postremus
Espèce
Synonymes
- Thamnophis cyrtopsis postremus Smith, 1942

Statut de conservation UICN

 LC  : Préoccupation mineure
Thamnophis postremus est une espèce de serpents de la famille des Natricidae. 

## Répartition
Cette espèce est endémique du Michoacán au Mexique. Elle se rencontre entre 250 et 1 067 m d'altitude,.

## Description
Cette espèce est ovovivipare.

## Publication originale
- Smith, 1942 : The synonymy of the garter snakes (Thamnophis), with notes on Mexican and Central American species. Zoologica, vol. 27, no 17, p. 97–123.